# Бэтмен и Робин (сериал)
«Бэтмен и Робин» (англ. Batman and Robin) — 15-серийный киносериал 1949 года студии Columbia Pictures. Он является продолжением сериала 1943 года, хотя и с другими актерами. Бэтмена сыграл Роберт Лори, а Робина — Джонни Дункан. Также в сериале играли Джейн Адамс (Вики Вэйл) и Лайл Тэлбот (комиссар Гордон).

## Сюжет
На протяжении 15-серий Бэтмен и Робин борются с одним злодеем: Магом (Wizard (англ.)), скрывающим свою внешность под маской. Маг владеет секретной лабораторией в пещере в окрестностях Готема и загадочным электрическим устройством, которое удаленно контролирует любые механизмы и средства передвижения. При помощи устройства он может также наблюдать за любой точкой города и скрывать предметы. Личность Мага остается тайной для пары главных героев до последней серии.

## В ролях
- Роберт Лори — Бэтмен
- Джонни Дункан — Робин
- Леонард Пенн — Картер/Маг
- Джейн Адамс — Вики Вэйл
- Лайл Тэлбот — Джеймс Гордон

## Главы
1. Бэтмен берет верх
2. Тоннель страха
3. Дикая поездка Робина
4. Бэтмен пойман!
5. Робин спасает Бэтмена!
6. Цель-Робин!
7. Смертельный взрыв
8. Робин встречает Мага!
9. Маг наносит ответный удар!
10. Последний шанс Бэтмена!
11. Хитрость Робина
12. Робин едет навстречу ветру
13. Вызов Мага
14. Бэтмен против Мага
15. Бэтмен побеждает

## Критика
По мнению киноведа Джеффа Майера, сериалу «Бэтмен и Робин» не удалось достичь «того же уровня энергии и воодушевления», которыми обладал сериал-предшественник, и в основном это было обусловлено намерением продюсера Сэма Катцмана потратить на кинопроизводство как можно меньше денег.